# 金沢市立紫錦台中学校
金沢市立紫錦台中学校（かなざわしりつしきんだいちゅうがっこう、英語: Kanazawa Municipal Shikindai Junior High School）は、石川県金沢市飛梅町にある公立中学校。

## 概要
旧制中学校の石川県立金沢第二中学校（1899年〈明治32年〉4月創立）から受け継いだ「三尖塔（）校舎」の名で知られる建物（同年9月竣工）が、校内において国重要文化財（2017年指定）として残されている。校歌は、信時潔作曲である。
校名の「紫錦台」は、三尖塔校舎が建てられた小立野台地を指す別称であったという。また、地域の町会名の「紫錦会」にも由来するとの見方があり、その名称は、飛梅町にあった旧金沢第二中学校の校歌の一節「紫錦が陵の学窓に 集う健児は七百人」から採られたものともいう。

## 沿革
《主要な出典：》
- 1948年（昭和23年）4月1日 - 旧石川県立金沢第二中学校の校舎を譲り受けて新設・開校。金沢市立石引町小学校、同新竪町小学校（現・金沢市立犀桜小学校）、同菊川町小学校（現・金沢市立犀桜小学校）を通学区域とする。校章を制定。
- 1950年（昭和25年）
  - 4月1日 -
    - 金沢市立崎浦中学校が廃校となり、同校区は紫錦台中学校の通学区域となる。
    - 校訓「和親・協力・自主・責任」を制定。

  - 5月1日 - 校歌を制定（作詞：石野氏栄、作曲：信時潔[9]）。
- 1959年（昭和34年）4月1日 - 金沢市立俵中学校が廃校となり紫錦台中学校に統合。同校下は紫錦台中学校の通学区域となる。
- 1961年（昭和36年）4月5日 - 第一次ベビーブームによる生徒増[注釈 3]のため、石引、兼六、長町、小立野分場を開設。1年毎に第1学年を収容し、授業を実施。
- 1963年（昭和38年）1月 - 昭和38年1月豪雪のため、体育館が傾く[8]。同年、体育館建設工事。
- 1964年（昭和39年）4月1日[19] - 住居表示の実施に伴い、所在地の表記が金沢市石引3丁目となる[20]。
- 1965年（昭和40年）
  - 3月10日 - 小立野分場を廃止。
  - 6月24日 - 北陸鉄道金沢市内線脱線転覆事故に乗客であった下校中の中学3年・男子生徒1人が遭い、亡くなる[21]。
  - 10月7日 - 埼玉県からの家出少年の放火により、職員室、保健室を焼失[22]。
- 1967年（昭和42年）7月8日 - 校舎改築地鎮祭及び起工式を行う。
- 1968年（昭和43年）
  - 2月8日 - 第1期工事完了し、新校舎（普通6室、特別室1室、管理1室）を使用開始。
  - 5月15日 - 創立20周年記念式を挙行。
- 1969年（昭和44年）4月21日 - 第2期工事完了し、新校舎（普通18室、特別室3室、管理2室）を使用開始。
- 1970年（昭和45年）
  - 9月21日 - 第3期工事完了し、新校舎全棟を使用。
  - 10月28日 - 新校舎落成式挙行（総工費1億8328万円[23]）。これを記念して同窓会より「校訓の像」の寄贈を受ける。
- 1971年（昭和46年）4月6日 - 国立金沢病院小児科病棟に紫錦台中学校すみれ分校[注釈 4]を開設。
- 1974年（昭和49年）2月15日 - 三尖塔校舎が金沢指定文化財に指定される[23][注釈 5]。
- 1975年（昭和50年）4月1日[23] - 石川県立医王養護学校の発足に伴い、すみれ分校が移管され同養護学校の分校となる。
- 1987年（昭和62年）4月1日 -
  - 長町小学校廃校のため、統合新設された中央小学校校下の一部が紫錦台中学校の通学区域となる。
  - 情緒障害学級「しきんだい学級」を新設。
- 1988年（昭和63年）5月14日 - 創立40周年記念式を挙行。
- 1990年（平成02年）3月31日 - 情緒障害学級「しきんだい学級」休止。
- 1992年（平成04年）2月29日 - パソコン教室完成。
- 1995年（平成07年）4月1日 - 情緒障害児学級「しきんだい学級」開設（再設）。
- 1997年（平成09年）4月1日 - 金沢大学附属病院内に院内学級を開設。
- 1998年（平成10年）
  - 4月1日 - 知的障害学級「しきんだい学級」開設。
  - 5月16日 - 創立50周年記念式典並びに同窓会総会を行う。
  - 9月1日 - 新「校訓の像」除幕式。
- 1999年（平成11年）
  - 4月1日 - 文部省（2001年以降文部科学省）より、「総合的な学習」の研究開発学校の指定を受ける（3か年度）。
  - 11月6日 - 第1回飛梅祭（総合的な学習の時間における成果発表会）開催。
- 2000年（平成12年）4月1日 - 旧町名復活のための町名変更により、所在地の表記が金沢市石引3丁目4番30号から金沢市飛梅町3番30号へ変更となる[24]。これを機に、学校新聞『とびうめ』を発行し、文化祭を「飛梅祭」と改称する[25]。
- 2001年（平成13年）
  - 10月26日 - 文部科学省指定の研究開発校として研究報告会ならびに第3回飛梅祭（総合的な学習成果発表）を開催。
  - 11月30日 - 第2パソコン室・LAN設置工事。
- 2002年（平成14年）10月1日 - 各学級にパソコン設置、校内LAN完成。
- 2003年（平成15年）4月1日 - 肢体不自由学級「しきんだい学級」が設置される。
- 2007年（平成19年）
  - 4月1日 - 金沢市学校力向上推進事業推進校に指定される。
  - 9月19日 - 学校給食開始。
- 2009年（平成21年）4月1日 - 金沢ユネスコスクール推進校に指定される。
- 2015年（平成27年）10月19日 - 新体育館（屋内運動場）竣工式。
- 2017年（平成29年）11月28日 - 旧校舎「三尖塔校舎」が国重要文化財の指定を受ける（「旧石川県第二中学校本館」）[8]。

## 通学区域
《出典：》
- 小立野小学校通学町
- 南小立野小学校通学町（上野本町、笠舞1丁目、小立野3丁目、舘町、舘山町、土清水町、土清水1丁目、土清水2丁目、土清水3丁目、三口新町1丁目、三口新町3丁目、笠舞町、田上本町に限る。）

## 周辺
- 石川県道・富山県道10号金沢湯涌福光線
- 石引商店街
- 本多の森北電ホール
- 金沢医療センター
- 北陸学院中学校
- 北陸学院高等学校

## 主な卒業生
- 鳥居智男 - 柔道選手
- 広村麻衣 - 柔道選手
- 中野蘭菜 - トランポリン選手